# 隆丰街道
隆丰镇，是中华人民共和国四川省成都市彭州市下辖的一个乡镇级行政单位。2019年12月，撤销隆丰镇、军乐镇，设立隆丰街道，以原隆丰镇和原军乐镇所属行政区域为隆丰街道的行政区域，隆丰街道办事处驻兴府街103号。

## 行政区划
隆丰镇下辖以下地区：
双埝社区、新润社区、西北村、文家村、金山村、同德村、九九村、太尉村、公林村、大宝村、高皇村、富集村、回龙村、团结村、岚锦村、桂花林村、九龙村、红光村、双河村和万安村。